# Galbella jeanelli
Galbella jeanelli es una especie de escarabajo del género Galbella, familia Buprestidae. Fue descrita científicamente por Théry en 1939.